# Samtgemeinde Börde Lamstedt
La Samtgemeinde Börde Lamstedt est une Samtgemeinde, c'est-à-dire une forme d'intercommunalité de Basse-Saxe, de l'arrondissement de Cuxhaven, au nord de l'Allemagne. Elle regroupe 5 municipalités.

## Municipalités
1. Armstorf (614)
2. Hollnseth (907)
3. Lamstedt * (3 258)
4. Mittelstenahe (621)
5. Stinstedt (531)

## Source, notes et références
- (de) Cet article est partiellement ou en totalité issu de l’article de Wikipédia en allemand intitulé « Samtgemeinde Börde Lamstedt » (voir la liste des auteurs).